# Labry
Labry is een gemeente in het Franse departement Meurthe-et-Moselle (regio Grand Est). Labry telde op 1 januari 2022 1.564 inwoners.
De gemeente maakt deel uit van het arrondissement Briey en sinds 22 maart 2015 van het op die dag opgerichte kanton Jarny. Daarvoor hoorde het bij het kanton Conflans-en-Jarnisy, dat toen opgeheven werd.

## Geografie
De oppervlakte van Labry bedroeg op 1 januari 2022 5,95 vierkante kilometer; de bevolkingsdichtheid was toen 262,9 inwoners per km². De gemeente ligt aan de Orne.

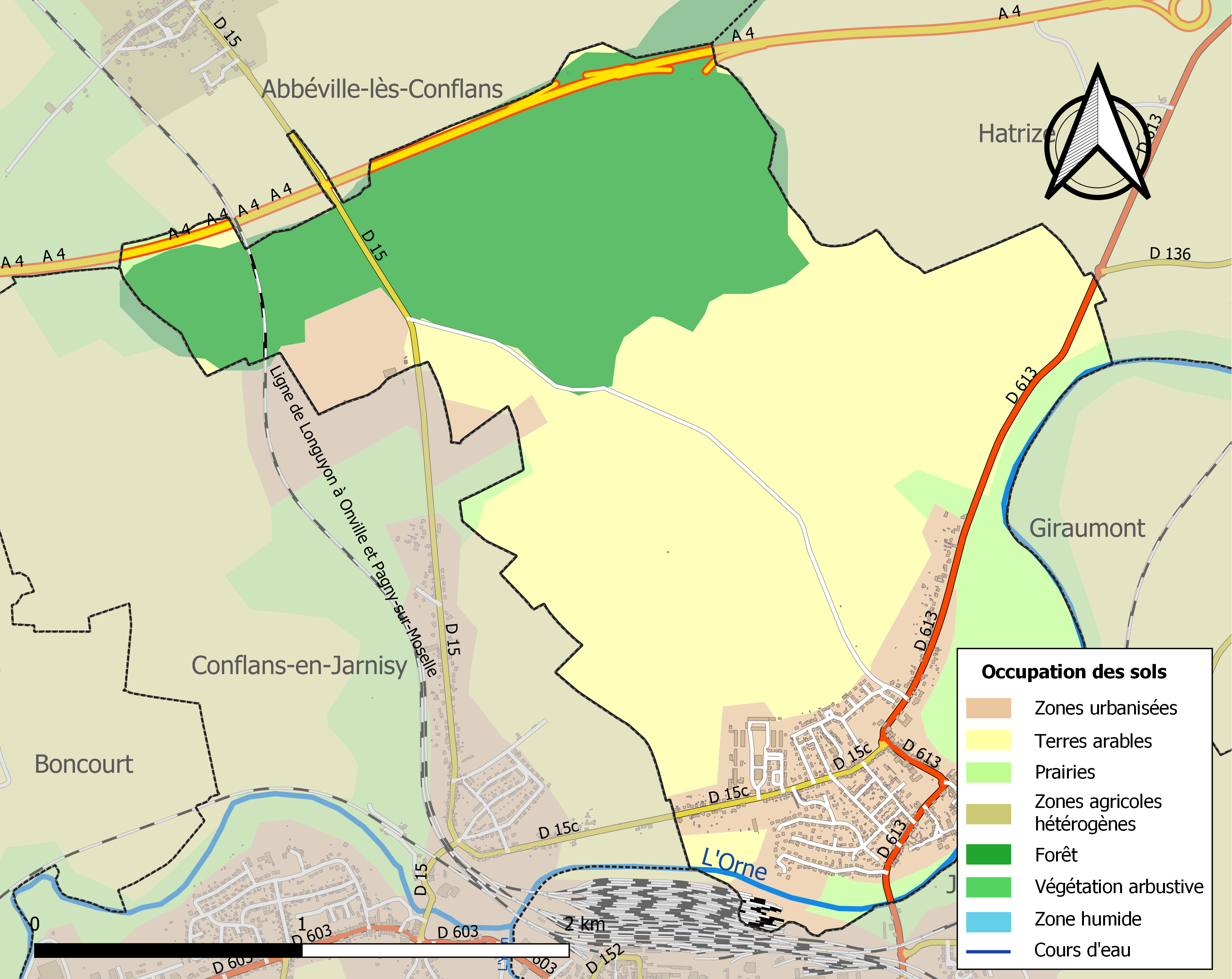
Kaart van de gemeente met de belangrijkste infrastructuur, bodemgebruik en omliggende gemeenten

## Demografie
De figuur toont het verloop van het inwonertal (bron: INSEE-tellingen).